# Święta (Poméranie-Occidentale)
Pour les articles homonymes, voir Święta.
Święta est une localité polonaise de la gmina mixte de Goleniów, située dans le powiat de Goleniów en voïvodie de Poméranie-Occidentale. Elle se situe environ à 22 km au nord-est de la capitale régionale Szczecin. 

## Géographie

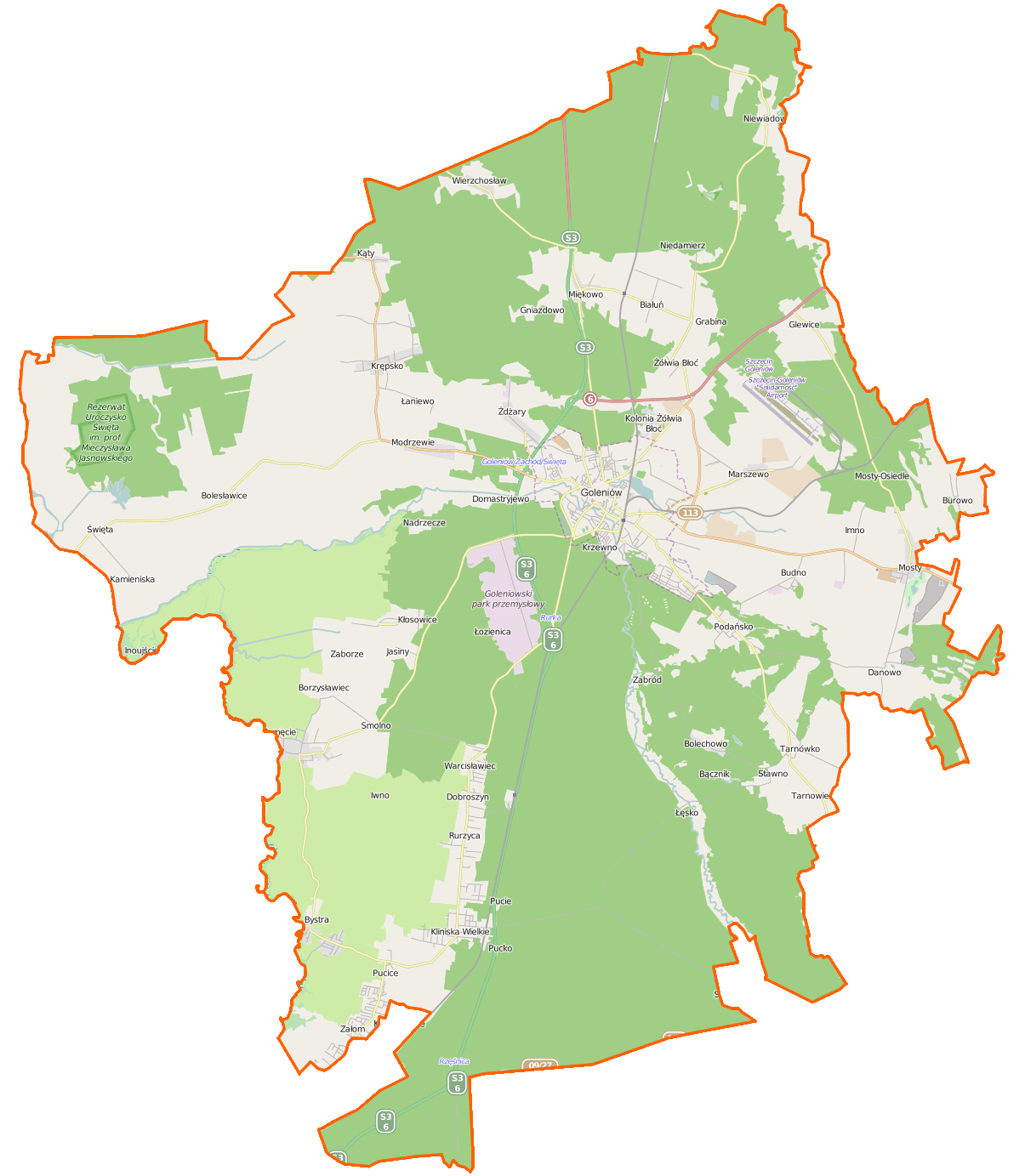
Carte de la gmina de Goleniów.

## Histoire
De 1818 à 1945, Langenberg fait partie de l'arrondissement de Naugard (de) dans le district de Stettin au sein de la province de Poméranie.